# One Day, One Dream
「One Day, One Dream」（ワン・デイ ワン・ドリーム）は、タッキー&翼の3枚目のシングル。2004年2月11日にavex traxから発売された。

## 概要
前作から約3か月の短期間でリリースされた。前作から引き続き、2作連続でオリコンシングルチャート1位を獲得した。
全形態共通で裏面には『犬夜叉』の原作者・高橋留美子氏の描き下ろしイラストによる犬夜叉とタッキー&翼が描かれたシールステッカーが付属される。
カップリングにはそれぞれのソロ曲を収録。また、初回盤のみそれぞれのボーカルを除いたデュエットカラオケバージョンも収録している。通常盤はジャケット違いで、初回盤とは別に新曲を追加収録している。
タッキー&翼最後のコピーコントロールCDでの発売となる。

## 収録曲

### 初回盤
1. One Day, One Dream
（作詞：小幡英之 作曲：吉川慶、編曲：CHOKKAKU）
サビの歌詞では、英語と日本語の言葉遊びが使用されている。
よみうりテレビ制作・日本テレビ系テレビアニメ『犬夜叉』オープニングテーマ。
2. DEEP into BLUE
（作詞：Batu Bulan、作曲：十川知司・鈴木哲彦、編曲：髙見優）
今井翼ソロ曲。ハウス『とんがりコーン』CMソング。
3. あるがまま
（作詞：六ツ見純代、作曲：坂下正俊、編曲：HΛL）
滝沢秀明ソロ曲。
4. One Day, One Dream 〜TAKIZAWA PART VERSION〜
（作詞：小幡英之、作曲：吉川慶）
5. One Day, One Dream 〜TSUBASA PART VERSION〜
（作詞：小幡英之、作曲：吉川慶）
6. One Day, One Dream 〜Karaoke〜
（作詞：小幡英之、作曲：吉川慶）

### 通常盤
1. One Day, One Dream
（作詞：小幡英之 作曲：吉川慶）
2. DEEP into BLUE
（作詞：Batu Bulan 作曲：十川知司 / 鈴木哲彦）
3. あるがまま
（作詞：六ツ見純代 作曲：坂下正俊）
4. 愛世界
（作詞・作曲：羽場仁志、編曲：安部潤）
5. One Day, One Dream 〜Karaoke〜
（作詞：小幡英之 作曲：吉川慶）

## 収録アルバム
- Twenty Two（#1）
- BEST OF INUYASHA 清風明月-犬夜叉テーマ全集 弐-（#1）
- タキツバベスト（#1）
- 犬夜叉 ベストソング ヒストリー（#1）
- Thanks Two you（#1-2-3-通常盤 #4）
  - #3・通常盤 #4はあなたの名前入りコンプリート盤のみ収録。

## 映像作品
One Day, One Dream
- DREAM BOY
  - 今井が乱入した形で2人で披露
- 滝翼春魂
- TSUBASA IMAI 翼魂
  - 今井がソロで披露
- Hideaki Takizawa 2005 concert 〜ありがとう2005年さようなら〜
  - 滝沢がソロで披露
- タキツバCLIPS（PV映像）
- Tackey & Tsubasa Premium Live DVD -5th Anniversary Special Package-
- CONCERT TOUR 2010 滝翼祭
- TACKEY SUMMER “LOVE” CONCERT2012
  - 滝沢がソロで披露
- Youは何しに？タッキー＆翼CONCERT そこにタキツバが私を待っている 正月は東京・大阪へ

DEEP into BLUE
- TSUBASA IMAI 翼魂
- Tsubasa Imai 1st tour 23 to 24
- ☆Dance and Rock★ TSUBASA IMAI Tour'09

愛世界
- 滝翼春魂
- TSUBASA IMAI 翼魂
  - 今井がソロで披露